# Ekofakt

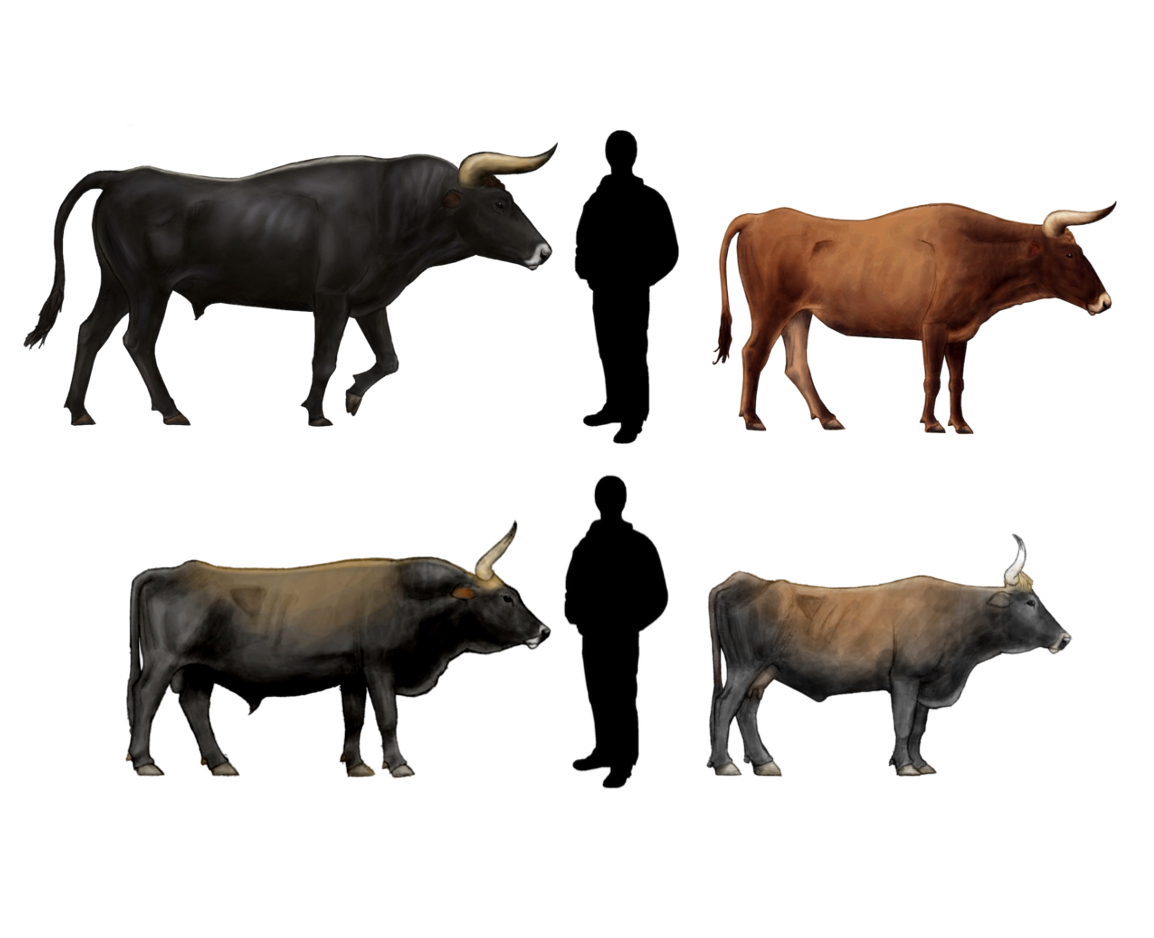
Porovnání velikosti tura divokého a domácího - příklad ekofaktu

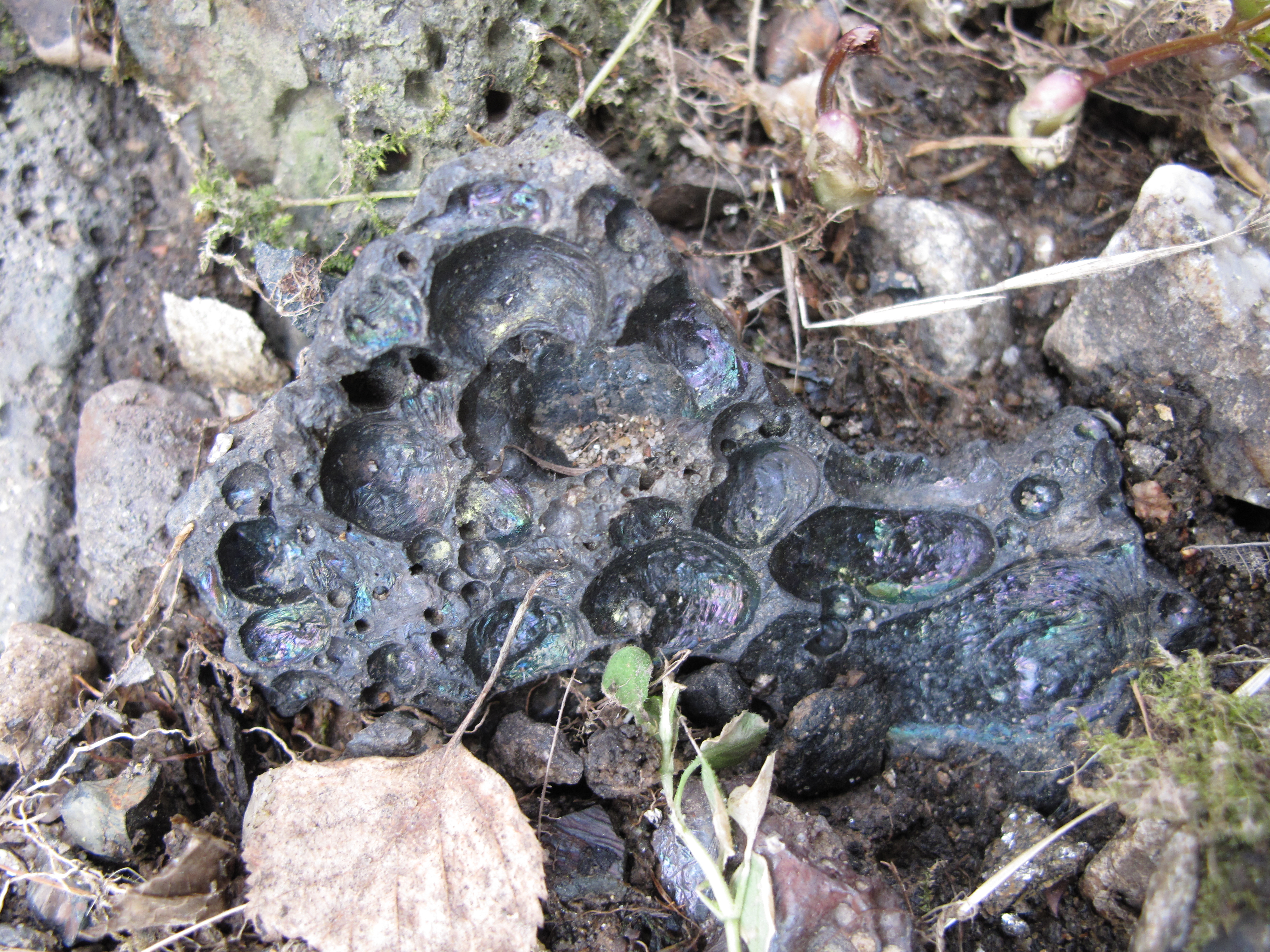
Struska - příklad ekofaktu

Ekofakt je druhem archeologického pramene. Jedná se o předmět, který byl vytvořen nebo ovlivněn lidskou činností, ale na rozdíl od artefaktu zcela nezáměrně, jako vedlejší produkt této činnosti. Jde vesměs o předměty přírodního původu, které by ale bez lidského působení v této určité formě neexistovaly. Oproti artefaktům také nemají vlastní funkci ani smysl. 
Přesto mohou být ekofakty cenným zdrojem velkého množství informací o životě lidí v minulosti, o výrobních technologiích nebo o jejich životním prostředí. Ekofakty mohou v případě některých výzkumů představovat velkou část získaných pramenů a někdy dokonce i převažovat nad artefakty. Na Zemi je již jen velmi málo zcela přírodních pramenů, které nebyly člověkem nijak ovlivněny. Prakticky celý povrch planety a někdy i její podzemní prostory jsou v širším smyslu slova postiženy lidskou činností. Dokonce i v malé části Vesmíru existují nezáměrné stopy lidské činnosti.
Ekofakty mohou mít stejně jako artefakty velmi odlišnou podobu:
- Výrobní odpad – například struska, odštěpky z výroby kamenných nástrojů, uhlíky z ohniště
- Lidské tělo – vzpřímený postoj a pohyb po dvou končetinách nevytvořil člověk záměrně, ale jsou důsledkem jeho aktivity
- Hospodářská zvířata a plodiny – jejich velikost i podoba je oproti divokým předchůdcům značně pozměněna, většinou nezáměrně
- Kulturní krajina – člověk krajinu kolem sebe měnil s určitým cílem (např. kácení lesa kvůli založení pole), nebylo však jeho záměrem vytvořit současnou kulturní krajinu jako celek

Kromě vlastních předmětů patří do této kategorie také ekofaktové vlastnosti artefaktů nebo přírodních pramenů. To jsou takové vlastnosti, které sice přirozeně existují, ale jsou (rovněž nezáměrně) ovlivněny člověkem, jsou důsledkem jeho působení na okolí. Často uváděným příkladem je obsah termoluminiscenční energie v keramice, kterou člověk nezáměrně určil tím, že hliněnou nádobu vypálil. Také to, že se některé střepy středověké keramiky nalézají na polích, je jejich ekofaktovou vlastností, protože sem byly nezáměrně přemístěny spolu s hnojem. 
Studium ekofaktů je rozvíjeno spíše až v posledních desetiletích, v dřívějších obdobích je archeologie často opomíjela. Rozvoj studia ekofaktů je spojen s nástupem procesuálního paradigmatu. Pro archeology je komplikováno zejména potřebou znalostí přírodovědných metod, proto je nutná mezioborová spolupráce se specialisty (botaniky, zoology, geology, aj.). 